# Брэйнард, Дэвид
Дэ́вид Лег Брэ́йнард (англ. David Legge Brainard; 1856—1946) — бригадный генерал армии США, исследователь Арктики, участник Американской арктической экспедиции (1881—1884) под руководством Адольфа Грили (один из шестерых выживших), первый почётный член Американского полярного общества.

## Ранние годы и начало военной карьеры
Дэвид Брэйнард родился 21 декабря 1856 года в Нью-Йорке в семье Эленсона и Марии Лег Брэйнард. В 1876 году начал службу в армии рядовым. С 1876 по 1884 годы служил в форте Эллис, Территория Монтана. Участвовал в войне за Чёрные Холмы, был ранен. Принимал участие в Баннокской кампании и войне не-перси под командованием полковника Нельсона Майлза. 7 мая 1877 года в Сражении у Маленького мутного ручья был ранен в правую руку и в щёку. В 1878 году был повышен в звании до капрала, а в последующие годы службы до сержанта. Спустя более чем через полвека за участие в Индейской кампании в 1933 году Дэвид Брейнард был награждён уникальной медалью «Пурпурное сердце» (предположительно, за участие в Индейской кампании было выпущено всего пять «Пурпурных сердец»).

## Американская арктическая экспедиция (1881—1884)
В 1880 году Брэйнард добровольцем вызвался участвовать в арктической экспедиции капитана Генри Хоугейта, которая оказалась неудачной. В следующем 1881 году в звании первого сержанта стал участником Американской арктической экспедиции под руководством Адольфа Грили (1881—1884).
Экспедиция была организована в рамках первого Международного Полярного года. Её целью была организация метеорологической станции на севере Канадского арктического архипелага в заливе Леди-Франклин и проведение метеорологических, астрономических и магнитных наблюдений, а также геологических и геодезических работ. В экспедиции Дэвид Брэйнард занимал должность ответственного за продовольствие и снаряжение, а также участвовал практически во всех санных походах. Наиболее известным достижением экспедиции стал санный поход, совершённый весной 1882 года Дэвидом Брэйнардом и Фридериком Кристиансеном под руководством лейтенанта Джеймса Локвуда вдоль северного побережья Гренландии. 13 мая путешественники достигли 83°24’ северной широты — самой северной точки, достигнутой человеком на тот момент.
Весной 1883 года Локвуд, Брэйнард и Кристиансен совершили санный поход, в ходе которого исследовали внутренние области острова Элсмир, пересекли его на запад по широте залива Леди Франклин и открыли фьорд, который был назван Локвудом в честь руководителя экспедиции.

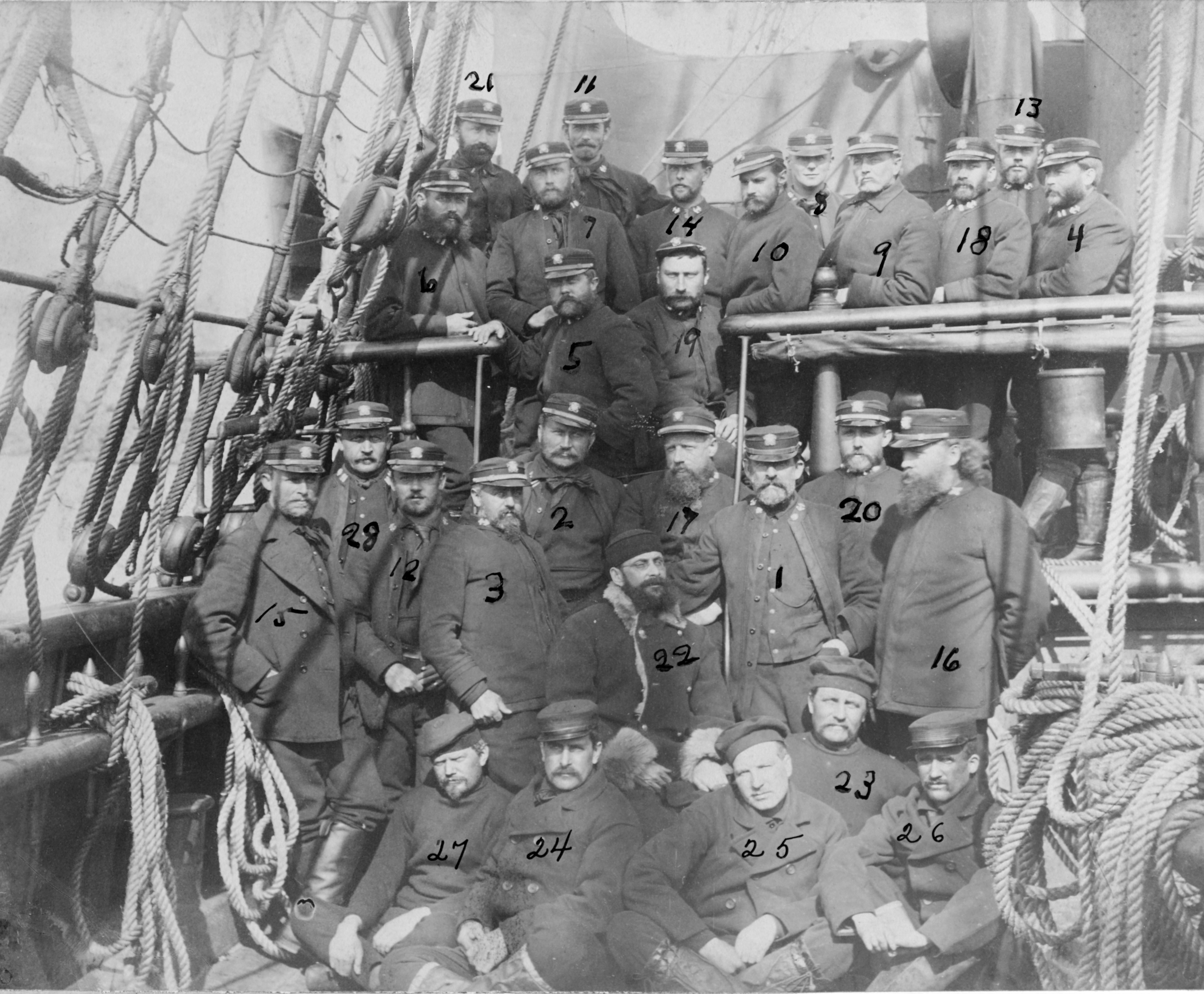
Шестеро выживших на борту спасательного судна. Брэйнард № 24

Летом 1882 и 1883 года к полярникам из-за сложной ледовой обстановки в проливе Кеннеди не смогли пробиться суда поддержки, поэтому, руководствуясь инструкциями, Грили принял решение в августе 1883 года покинуть зимовочную базу (хотя в ней ещё оставались продукты на год) и самостоятельно плыть на юг навстречу спасательному судну. Из-за слишком рано начавшейся суровой зимы 25 участникам за почти два месяца пути удалось пройти лишь около 400 километров и достигнуть мыса Сэбайн на острове Пим, на котором пришлось встать на зимовку с минимальным запасом продовольствия. Во время зимовки от голода и истощения умерли 19 человек из 25. Вплоть до самого спасения выживших 22 июня 1884 года Брэйнард каким-то невероятным образом смог оставаться на ногах, с апреля он был едва ли не единственным кормильцем полностью обессилевших людей, находя в себе силы заниматься ловлей криля на самодельные сети и охотой.
Брэйнард сыграл исключительную роль как в достижении научных результатов экспедиции, так и в спасении выживших. В качестве наиболее полной характеристики сержанта Брэйнарда могли бы стать несколько выдержек из дневников Грили, сделанных в декабре 1883 года:

«11 декабря. Брэйнард снова переутомился от непосильной работы и сегодня вечером был очень слаб. Я был вынужден указать ему, что он постоянно исполняет излишнюю работу за других. Но когда он сослался на апатию большинства людей и на необходимость исполнения той или другой работы, мне пришлось замолчать. Каждый делает что может, и я горько сожалею, что могу лишь убивать время и неспособен к тяжёлому физическому труду»…

«21 декабря. Сегодня сержанту Брэйнарду исполнилось двадцать семь лет. Я дал ему по этому случаю 1/4 литра рому, сожалея, что не могу сделать ничего больше. Он всю эту зиму исполнял необычайно тяжелую работу. Его выносливость, его всегда ровное настроение и беспристрастие, с которым он распределяет пищу, оказали мне неоценимые услуги.»
Интересно, что первое признание за свои заслуги Дэвид Брэйнард получил не от своих соотечественников, а от Королевского географического общества. В июне 1886 года оно вручило ему именной грант и, кроме него, именные золотые часы и диплом.

## Дальнейшая военная карьера
В 1886 году Брэйнард был повышен в звании до второго лейтенанта 2-го Кавалерийского полка. Проходил службу на Территории Вашингтон. Занимался исследованием Каскадных гор. В начале 1890-х получил звание первого лейтенанта и был назначен заниматься вопросами армейского снабжения. Служил в Калифорнии, Аризоне и Нью-Мексико. В 1896 получил звание капитан. В 1898 году во время испано-американской войны служил на Филиппинах Главным интендантом. В 1912 году получил звание полковник, был назначен заместителем Главного военного интенданта армии США. В 1918—1919 годах Брэйнард работал военным атташе при американской дипломатической миссии в Португалии. В 1919 году уволился из армии в звании бригадного генерала.

## Личная жизнь и последующие годы жизни
В 1888 году Брэйнард женился на Анне Чейз. Брак был недолгим и вскоре распался. В 1904 году он стал членом американского «Клуба путешественников», среди организаторов которого был А. Грили. В 1917 году женился на Саре Гютри, у которой была дочь Элеонора (своих детей Брэйнард не оставил). После оставления военной службы работал представителем Вашингтона в Нью-Йоркской фирме, занимающейся поставками для нужд армии. Со временем стал её директором. В 1925 году Американским географическим обществом за полярные исследования был награждён медалью Чарльза Дэли. В 1929 году опубликовал книгу «Аванпост мертвых». Был удостоен Медали путешественников «Клуба путешественников». В 1936 году был избран первым почётным членом Американского полярного общества. В 1940 году Брэйнард опубликовал свои дневники из арктической экспедиции «Шестеро вернувшихся» (англ. Six Came Back). Оригиналы дневников, личная переписка и другое наследие Дэвида Брэйнарда сейчас находится в библиотеке Дартмутского колледжа.
Брэйнард умер 22 марта 1946 года в Вашингтоне, и был похоронен на Арлингтонском Национальном кладбище.